# Cayucos
Cayucos é uma Região censo-designada localizada no estado americano da Califórnia, no Condado de San Luis Obispo.

## Demografia
Segundo o censo americano de 2000, a sua população era de 2943 habitantes.

## Geografia
De acordo com o United States Census Bureau tem uma área de 9,0 km², dos quais 8,0 km² cobertos por terra e 1,0 km² cobertos por água. Cayucos localiza-se a aproximadamente 23 m acima do nível do mar.

## Localidades na vizinhança
O diagrama seguinte representa as localidades num raio de 32 km ao redor de Cayucos.